# Narragodes fuscata
Narragodes fuscata är en fjärilsart som beskrevs av W. Warren 1900. Narragodes fuscata ingår i släktet Narragodes och familjen mätare. Inga underarter finns listade i Catalogue of Life.